# Evpraksia Vrevskaïa
Evpraksia Nikolaïevna Vrevskaïa ou Eupraxie Nikolaïevna Vrevskaïa surnommée Zizi (en langue russe : Евпракси́я Никола́евна Вре́вская) (1809-1883) est une baronne russe qui habitait Trigorskoïe un domaine voisin de celui d'Alexandre Pouchkine dans le Gouvernement de Pskov et fut une amie proche de ce dernier. Pouchkine lui a consacré plusieurs poèmes, en particulier dans son roman en vers Eugène Onéguine, qui la reprend sous son surnom familier de « Zizi ».

## Biographie
Eupraxie (Evpraksia) Nikolaïevna Vrevskaïa (née Wulf) (24 octobre 1809- 3 avril 1883) vit dans la propriété de sa mère de Trigorskoïe dans le district d' Opotchetski, Gouvernement de Pskov. Sa mère Praskovia Ossipova (1781-1859) a épousé un aristocrate de Tver, assesseur à la retraite, Nicolas Ivanovitch Wulf (1771-1813)  ,.
Le 7 juillet 1831, Evpraskia Nikolaïevna épouse le baron Boris Alexandrovitch Vrevski (1805-1888), officier retraité du Régiment Izmaïlovski, et suit son mari dans sa propriété de Goloubovo près de la ville d'Ostrov , dans l'oblast de Pskov. Le 31 mai 1834, elle donne naissance à un fils, dont le nom restera, Alexandre Borissovitch Vrevski, futur général-gouverneur du Turkestan russe.

### Amitié avec Pouchkine
Dès son jeune âge, elle est très liée à Alexandre Pouchkine qui avait dix ans de plus qu'elle. Ils habitaient des propriétés voisines Trigorskoïe et Mikhaïlovskoe et Pouchkine fréquentait toute la famille Ossipov-Wulf. Quand elle a 19 ans, il lui fait la cour. Pouchkine est partagé entre Anna la fille aînée de Praskovia Ossipova qui l'aime, et la fille cadette Evpraskia, qui n'a que quinze ans lorsque Pouchkine arrive dans le domaine voisin de Mikhaïlovskoïe en 1824. Elle est rieuse, mince, élancée et il la préfère à sa sœur aînée.
En été, Evpraskia prépare un breuvage à base de rhum, la « djonka » dont Pouchkine se délecte à chaque visite. Au chapitre cinq d'Eugène Onéguine, le poète se souvient du « cristal de son âme » dans ces vers sur Zizi :
Et puis, voilà qu'on apporte 

entre le rôti et le blanc-manger, 

dans une bouteille goudronnée 

du champagne fabriqué à Tsimliansk.  

Elle est suivie d'une phalange de verres longs et étroits,

semblable à ta fine taille,

Zizi, cristal de mon âme,

toi, objet de mes premiers vers innocents,

toi qui, dans ta coupe, m'a si souvent versé l'ivresse...
— Vers de Pouchkine, (XXXII) Eugène Onéguine
En 1828, Pouchkine lui envoie le 4e et le 5e chapitre de son roman en vers Eugène Onéguine. On sait qu'il lui écrit à propos de son duel avec d'Anthès.
Alexandre Tourgueniev, ami fidèle de Pouchkine (frère d'Ivan Tourgueniev), écrit que la veuve de Pouchkine Natalia Nikolaïevna Gontcharova a reproché à Evpraskia de ne pas l'avoir prévenue de ce qu'elle savait sur ce duel.
Evpraskia Nikolaevna est morte de phtisie le 22 mars 1883, dans son village de Goloubovo du district d'Ostrov (gouvernement de Pskov). Elle est inhumée au cimetière, dans le caveau de la famille Vrevski. Avant sa mort, malgré les supplications de sa fille, Evpraskia brûle les lettres que Pouchkine lui avait adressées.

## Crédit d'auteurs
- (ru) Cet article est partiellement ou en totalité issu de l’article de Wikipédia en russe intitulé « Вревская, Евпраксия Николаевна » (voir la liste des auteurs).